# عبد الهادي لعقاب
عبد الهادي لعقاب مقرئ وإمام وأستاذ محاضر بجامعة الجزائر، كلية العلوم الإسلامية.

## السيرة
تحصل عبد الهادي على شهادة الباكالوريا في دورة يونيو 1995، ثم انتظم في المعهد الوطني للتخطيط والإحصاء (INPS) في الجزائر، حيث درس لمدة أربع سنوات فقط ولم يكمل مشواره الدراسي فيه بسبب سفره إلى المدينة المنورة لمواصلة تعليمه العالي.  ختم القرآن الكريم سنة 1996م.
في عام 2003م، حصل الفقيد على شهادة الليسانس من كلية القرآن الكريم والدراسات الإسلامية بالجامعة الإسلامية بالمدينة المنورة. وبعد عودته إلى الجزائر، واصل مسيرته الأكاديمية ونال شهادة الماجستير في عام 2009 من كلية العلوم الإسلامية، جامعة الجزائر، قسم اللغة العربية والحضارة الإسلامية، بتخصص اللغة العربية والدراسات القرآنية. في 2019م تحصل على شهادة الدكتوراه تخصص اللغة العربية والدراسات القرآنية من نفس الجامعة.
في يونيو 2022، أتم لعقاب حصل على شهادة التأهيل الجامعي تخصص اللغة العربية والدراسات القرآنية من كلية العلوم الإسلامية بجامعة الجزائر 1.
تولى عبد الهادي منصب مدير مساعد مكلف بالعلاقات الخارجية بالمدرسة الوطنية العليا للعلوم الإسلامية (دار القرآن) بجامع الجزائر. كما كان عضواً في اللجنة الوطنية لتدقيق نسخ المصحف الشريف منذ عام 2018، وعضواً في لجنة تحكيم جائزة الجزائر الدولية للقرآن الكريم في الأعوام 2014 و2015 و2017م، على الصعيد المحلي، شارك عبد الهادي في لجنة تحكيم مسابقة الأسبوع الوطني للقرآن الكريم خلال الفترة من 2005م إلى 2013م، ثم تولى رئاسة اللجنة من عام 2014م إلى 2017م، ودوليًا شارك في تحكيم مسابقة الملك عبد العزيز الدولية لحفظ القرآن الكريم بالسعودية عام 2010م، وجائزة سيّد جُنيد عالم بالبحرين عام 2013م، وجائزة الكويت الدولية لحفظ القرآن الكريم وقراءاته وتجويد تلاوته عام 2015م. كما شارك في تحكيم جائزة دبي الدولية للقرآن الكريم عام 1440 هـ/ 2019م.

## الإجازات
- إجازة في القراءات العشر الكبرى من طريق طيبة النشر من الشيخ موفق عيون الدومي سنة 2019م.
- إجازة في القراءات العشر الصغرى من طريق الشاطبية والدرة من الشيخ موفق عيون الدومي سنة 2019م.
- إجازة في القراءات العشر الصغرى من الطريق الشاطبية إفرادا على نحو ما يأتي:
- إجازة في قراءة عاصم بروايتي حفص وشعبة من طريق الشاطبية من الشيخ عبد الحكيم خاطر رحمه الله سنة 2001م.
- إجازة في رواية ورش عن نافع من طريق الشاطبية بأوجه البدل كلها من الشيخ عبد الرافع رضوان الشرقاوي سنة 2004م.
- إجازة في القراءات الآتية إفرادا: قراءة ابن كثير المكي بروايتي البزي وقنبل، وقراءة أبي عمرو البصري بروايتي السوسي والدوري، وقراءة ابن عامر بروايتي ابن ذكوان وهشام، وقراءة الكسائي بروايتي أبي الحارث والدوري، وقراءة خلف البزار بروايتي إسحاق الوراق وإدريس الحداد من الشيخ إيهاب فكري سنة 2003م.
- إجازة في القراءات الآتية إفرادا: رواية قالون عن نافع من طريق الشاطبية بكل أوجهها، وقراءة حمزة براوييه (رواية خلف عن حمزة)، وقراءة أبي جعفر براوييه (ابن جماز وابن وردان)، وقراءة يعقوب براوييه (رويس وروح) من الشيخ صفوان داوودي سنة 2003م.

## مؤلفات
- تحقيق كتاب: «التقريب والحرش المتضمن لروايتي قالون وورش»، لابن المرابط البلنسي (ت 592هـ)، طبع في دار الإمام مالك بالجزائر، الطبعة الأولى: 1434هـ =2013م.

## الوفاة
توفي عبد الهادي لعقاب في 20 أبريل 2025. بعد صراع مع المرض.